# Henri Desplaces
Pour les articles homonymes, voir Desplaces.
Claude-Henri-Pierre Verdellet, dit Henri Desplaces (Bruxelles, 13 juillet 1822 - Paris 10e, 25 janvier 1877), est un danseur et chorégraphe français. Fils des danseurs Jean-Baptiste-Claude Verdellet, dit Desplaces, et de Marguerite de Bienville, Henri Desplaces commence sa carrière au Ballet de l'Opéra de Paris dans lequel danse son père.
Entre 1838 et 1847, il tient souvent les rôles titres dans les ballets de Joseph Mazilier (Le Diable à quatre, 1845) et d'Arthur Saint-Léon (La Fille de marbre, 1847) ; il se produit également à Londres où il danse avec Jules Perrot (Alma ou la Fille de feu, 1842) et Adèle Dumilâtre (Le Corsaire d'Albert, 1844).
Henri Desplaces sera par deux fois premier danseur et maître de ballet au Théâtre de la Monnaie à Bruxelles où son père avait dansé entre 1819 et 1823. De 1848 à 1853 puis de 1858 à 1861, il y donnera plusieurs ballets, dont cinq ont été imprimés : Le Paradis du Diable et Les Amours d'une rose (1853), Faust et Marguerite (1858), La Fée aux perles (1859) et Le Bijou du roi (1860).
Henri Desplaces sera le partenaire attitré de grandes danseuses comme Carlotta Grisi, Adèle Dumilâtre ou Fanny Cerrito ; il travaillera encore plusieurs saisons à Marseille (1855-1858) et à Londres (1853-1876). Il meurt à Paris 10e, rue de Chabrol, le 25 janvier 1877.